# Uley
Uley – wieś w Anglii, w hrabstwie Gloucestershire, w dystrykcie Stroud. Leży 21 km na południe od miasta Gloucester i 152 km na zachód od Londynu. W 2001 miejscowość liczyła 1170 mieszkańców.